# Павлос Геруланос
Павлос Геруланос (грец. Παύλος Γερουλάνος, 1966, Афіни) — грецький політик, міністр культури і туризму Греції від 2009 до 2012 року.

## Біографія
Павлос Геруланос народився 1966 року в Афінах в родині грецького підприємця Мариноса Геруланоса. Одружений і має двох дочок.
Павлос Геруланос вивчав історію у Williams College у Вільямстауні, Массачусетс, США. Згодом вивчав державне управління в Гарвардському університеті, а також ділове адміністрування в Массачусетському технологічному інституті.
До і під час навчання працював фінансовим директором у Photoelectron Corporation, а також банках Alpha Finance і Barclays. Він був помічником Гревіля Джаннера, лейбориста, члена Британського парламенту, під час виборчої кампанії. Став одним із засновників Hellenic Resources Institute у США.
Після повернення в Грецію працював фінансовим директором «Ιχθυοτροφεία Κεφαλονιάς» (Дослівно «Іхтіоферми Кефалонії») у Кефалонії, керував планом реорганізації компанії в період з 1994 по 1998 рік. В період 1999—2004 років послідовно став спеціальним помічником міністра закордонних справ Йоргоса Папандреу з організації та координації і Генеральним секретарем у справах греків зарубіжжя (див. Рада греків зарубіжжя).
З 2004 по 2006 роки був директором з управління персоналом в компанії Egon Zehnder International [Архівовано 5 березня 2010 у Wayback Machine.]. У січні 2006 року, після проведення восьмого з'їзду партії, призначений помічником лідера ПАСОК Йоргоса Папандреу. З березня 2008 року працював секретарем Департаменту комунікацій ПАСОК.
Від 7 жовтня 2009 року призначений міністром культури і туризму Греції. 17 лютого 2012 року озброєні зловмисники пограбували Археологічний музей Олімпії. Викрадено близько семи десятків артефактів (від 65 до 68. Геруланос назвав цю подію ганебною для Греції і того ж дня подав у відставку. Тодішній прем'єр-міністр Лукас Пападімос її прийняв. Наступником Геруланоса став Йоргос Нікітіадіс.